# Roberto Manuel Torresi
Roberto Manuel Torresi (, 3 de junho de 1958) é um pesquisador brasileiro, membro titular da Academia Brasileira de Ciências na área de Ciências Químicas desde 9 de maio de 2018. É professor do departamento de química fundamental do Instituto de Química da Universidade de São Paulo.
Foi condecorado com a comenda da Ordem Nacional do Mérito Científico.